# 梅蘇德一世
魯肯丁·梅蘇德一世（土耳其語：I. Rükneddin Mesud；波斯語：‎）是魯姆蘇丹國的蘇丹，他在1116年登基後統治直至1156年時逝世。

## 生平
1107年，梅蘇德的父親基利傑阿爾斯蘭一世在哈布爾河的戰役中，被阿勒颇的統治者法赫爾·穆爾克·拉德溫擊敗並於撤退途中掉入河中溺斃，之後他的兄長馬立克沙繼位。後來在達尼什曼德王朝的協助下，梅蘇德於1116年擊敗馬立克沙，攻克魯姆蘇丹國的國都科尼亞，被廢黜的馬立克沙隨即被弄瞎雙眼並在不久後遭到殺害。王位穩固後，梅蘇德一世掉頭攻擊達尼什曼德王朝，征服該國為數不少的土地。1130年，他開始著手將首都科尼亞的一座教堂改建為阿拉丁清真寺，清真寺經歷多次的整建與修繕後於1221年完工。
在梅蘇德的統治末期，魯姆蘇丹國迎來第二次十字军东征大軍的威脅。此次的十字軍主要由兩支部隊所組成，分別是由神圣罗马帝国皇帝康拉德三世所領導的日耳曼人軍隊以及路易七世帶領的法蘭西王國隊伍，1147年梅蘇德一世首先於今日埃斯基谢希尔附近的多里留姆擊敗日耳曼的大軍，並在1148年再度於鄰近代尼茲利的老底嘉擊潰第二支法國的後續部隊。
在梅蘇德一世病逝後，王位由他的兒子基利傑阿爾斯蘭二世繼承。
梅蘇德另有一位女兒嫁給當時拜占庭皇室科穆宁家族出身的約翰·策萊佩斯·科穆寧，後者因故叛逃拜占庭帝国後，前往魯姆蘇丹國的宮廷並皈依伊斯兰教成為梅蘇德一世的女婿。